# スポーツランドSUGO
スポーツランドSUGO（スポーツランドすごう）は、宮城県柴田郡村田町菅生にある総合モータースポーツ施設である。ヤマハ発動機の関連会社によって運営され、国際自動車連盟（FIA）公認の国際レーシングコース（グレード2）を含む4つの専用コースを有する、モトクロス世界選手権・日本グランプリの開催地である。

## 沿革
- 1975年（昭和50年）、ヤマハ発動機テストコースとして建設。サーキット周辺にホテルやキャンプ場、アスレチック施設、プールなどを始めとするレジャー・レクリエーション施設も設けた[5]。
- 1977年 (昭和52年) 5月、東北放送25周年記念イベントとして第1回TBC杯ビッグロードレース開催。同大会は1997年まで開催された[6]。
- 1980年（昭和55年）8月、東北の一大テニスゾーンの構築を目指して21面の規模を誇る会員制の「SUGOテニスクラブ」を設立[7]。
- 1981年（昭和56年）より、東北地方最大のロック・フェスティバル「ロックンロールオリンピック」を開催（1994年まで）
- 1987年（昭和62年）、全長2.66kmのハイスピードコースを、現在のコースレイアウトに全面改修[8]。
- 1988年（昭和63年）より、スーパーバイク世界選手権日本大会を開催（2003年まで）。
- 2004年（平成16年）11月、キャンプ場およびテニス場以外のレジャー・レクリエーション施設を廃止し、2005年4月よりモータースポーツ事業に特化することを発表[9]。
- 2005年（平成17年）5月29日、モトクロス世界選手権シリーズ第5戦日本グランプリを国内では10年ぶりに開催（2007年まで）[10]。
- 2020年（令和02年）
  - 01月9日 - 安全対策並びに将来的なコース改修の検討にあたり、レーシングコースの距離をモービルマッピングシステム測量で再測定したところ、測量結果が従来の公認値と異なることが判明。同年より、4輪用コースの距離を3,704.256mから3,586.570mへ、2輪用コースの距離を3,737.50mから3,621.154mへそれぞれ修正した。なお、これまでの大会記録等については変更しない[2]。
  - 11月9日 - ピット周辺およびパドックの改修工事を開始。具体的には、同日〜2021年3月の第1期工事でピットロードをメインストレート側に2m拡張。西ピット（最終コーナー寄り）を解体・新築し、間口をそれぞれ80cmずつ広げるほか、奥行きに関しても8mに統一する。また、救護室や車検場を移設しパドックのスペース確保も行われる。2021年11月〜2022年3月の第2期工事では、東ピット（第1コーナー寄り）およびBパドック・Cパドックの改修を予定している[11][12]。

|                                                                                                  | | |
| 1976年度（昭和51年度）撮影の国土交通省 国土地理院 地図・空中写真閲覧サービスの空中写真を基に作成 | 1984年度（昭和59年度）撮影の国土交通省 国土地理院 地図・空中写真閲覧サービスの空中写真を基に作成 オープンの1975年以来、格段に向上したマシン性能に対応するため、また安全面から、最大の難所と言われた高速の第1コーナーに1983年4月にS字カーブが新設された。この改修でコース全長は2.6633kmに延長された。 | 2013年度（平成25年度）撮影の国土交通省 国土地理院 地図・空中写真閲覧サービスの空中写真を基に作成 1987年4月に大規模改修を行いFIA、FIM公認の国際レーシングコースとしてハイスピードコースからテクニカルコースへと生まれかわった。コース全長は1076.8m延長され、4輪で3.704256km、2輪で3.73750km（それぞれ1987年当時の測定）となった。観客収容能力も約5万へと拡大している。 |

## コース

### 国際レーシングコース
国際自動車連盟（FIA）公認（グレード2）のオンロードサーキットであり、全長は3,621.154m（シケイン部分を除く3,586.570m）で右回りのテクニカルサーキットである。最終コーナーからホームストレートにかけての10%（高低差約73m）の登り勾配が特徴。また、このコースは平坦な場所がなく、常に登り、下りの繰り返しである。2輪は最終コーナー手前のシケインを通るが、4輪の場合はそのまま直進する。
当初ホームストレートは村田町と岩沼市の境界付近まで伸ばす計画であったが、1973年より発生したオイルショックの影響で現在の位置までとなった。
1987年のコース改修の影響で、通常のサーキットでは1コーナーの手前にあるピットロードの出口が、本コースでは2コーナーの後ろにある。ピット数は45個。観客席は、グランドスタンド約12,000席、他13,500席(第1コーナースタンド、SPスタンド、シケインスタンド)である
。
全体的にランオフエリアは狭く、巨大なスポンジバリアを大量に用いて壁への衝突事故を防いでいる。そのため大きいクラッシュが発生するとスポンジバリアがコース上に飛散する事がある。前述の山間部の地形を生かした標高差73mというアップダウンに富んだコースレイアウトとタイトなコーナーが連続することからアクシデントが発生しやすく、他のレースではありえないような事例が発生することから、「SUGOには魔物が棲む」と表現されることがある。

### コースレコード
| カテゴリー                                  | カテゴリー                                  | 記録     | ドライバー   | メーカー・車種        | 樹立日        |
| ------------------------------------------- | ------------------------------------------- | -------- | ------------ | --------------------- | ------------- |
| フォーミュラ・ニッポン/スーパーフォーミュラ | フォーミュラ・ニッポン/スーパーフォーミュラ | 1'03.953 | 山本尚貴     | ダラーラ・SF19/ホンダ | 2019年6月22日 |
| 全日本スポーツプロトタイプカー耐久選手権    | 全日本スポーツプロトタイプカー耐久選手権    | 1'06.514 | テオ・ファビ | ジャガー・XJR-14      | 1991年11月2日 |
| JLMC                                        | JLMC                                        | 1'13.306 | 黒澤治樹     | クラージュ・LC70/無限 | 2007年5月12日 |
| SUPER GT                                    | GT500                                       | 1’09.413 | 大湯都史樹   | ホンダ・NSX-GT        | 2023年9月16日 |
| SUPER GT                                    | GT300                                       | 1'16.834 | 山内英輝     | スバル・BRZ           | 2019年9月21日 |
| 全日本ロードレース選手権                    | JSB1000                                     | 1'27.523 | 伊藤真一     | ホンダ・CBR1000RR     | 2010年8月28日 |

### 国際オフロードコース
国際モーターサイクリズム連盟（FIM）公認の国際オフロードサーキット。2005年から2007年にかけて本コースでモトクロス世界選手権が開催され、2005年12月にはモナコ・モンテカルロにおいて開催された、2005FIMモトクロス・スーパーモト表彰式（2005 FIM Motocross and SuperMoto Prize-giving Ceremony）でスポーツランドSUGOの施設・競技運営・観客への配慮が高く評価され「FIMモトクロス・ベストオーガナイザー賞」を受賞している。菅生名物の「大坂」は傾斜角30°全長約70m 最大高低差約35mという規模で、坂というよりも「壁」である。

### 西コース
1975年当時、国内最大規模のコース(1,050m)として造られたカート専用コース。1977年にはFIA-CIK(国際自動車連盟/国際カート委員会)の国際公認コースとして登録され、同年、国内初の国際格式レース「第1回ジャパンカートレースミーティング」が開催されている。「SUGOマルチコース」の名称でカートをはじめとして2輪・4輪のイベントが多数行われてきたが、2008年12月のファイナルイベントを最後に、コースレイアウトを変更するなど全面改修を行い、2009年3月に「西コース」の名称でリニューアルオープンした。改修後のコース全長は984m、ストレートを長くするなどテクニカルコースにスピードがプラスされたコースに生まれ変わっている。

### SUGOマルチショートコース
2014年4月にオープンした新コース。ポケバイ・ミニバイク/モタード・キッズカート・レンタルカートなどで走行することができる。営業はビッグレース開催日以外の土日曜日・祝日、ゴールデンウィークや夏休みは毎日営業となっている。

## イベント
国内はもとより国際的な選手権レースの開催実績を持つ。

### オートバイレース
- 全日本ロードレース選手権
- 全日本モトクロス選手権
- 全日本トライアル選手権
- 全日本スーパーモタード選手権

### カーレース
- スーパーフォーミュラ
- SUPER GT
- スーパー耐久

### ATV
- 全日本ATV選手権レース

### 過去

#### モータースポーツ
- スーパーバイク世界選手権
- TTフォーミュラ世界選手権
- TBCビッグロードレース
- 全日本スポーツプロトタイプカー耐久選手権
- 全日本スポーツカー耐久選手権（2006年-2007年）
- 全日本ツーリングカー選手権
- 全日本プロドリフト選手権

#### 音楽
- ロックンロールオリンピック（1981年～1994年）
- LIVE STOCK（1997年、1998年、2003年）
- スターダストレビュー 「満天の星空の下でスターダスト☆レビュー」（1998年8月22日）
- モーニング娘。Concert Tour 2002夏 「LOVE IS ALIVE!」（2002年8月10日昼夜2公演）
- FM仙台 20th Anniversary / 仙台放送 40th Anniversary - Super Collaboration 「FROM S」（2002年8月31日）稲垣潤一、小田和正、清貴、坂本サトル、HOUND DOG、中川晃教
- OCN Presents MISIA 星空のライヴII CONSTELLATION MISIA 2003（2003年7月26日）

#### その他
- ドライブ王国2008 in SUGO（2008年5月24日・25日）[21]- トヨタ自動車主催。セントラル自動車等が協力。
- MTG宮城トヨタグループモーターフェスティバル（2010年10月3日、2013年5月18日・19日、2014年6月7日・8日）- 宮城トヨタ自動車主催[22]。
- 宮城県オールトヨタモータースポーツフェスティバル（2012年4月7日・8日）- 宮城県オールトヨタ販売店グループ（宮城トヨタ自動車・仙台トヨペット・トヨタカローラ宮城・ネッツトヨタ仙台・ネッツトヨタ宮城）主催[23]。
- GAZOO Racing ワクドキ もっと サーキットを走ろう（2012年 - ）- トヨタ自動車・GAZOO Racing主催によるサーキット走行会[24]。
- Enjoy Honda スポーツランドSUGO（2012年 - 2019年）- 本田技研工業によるファン感謝イベント[25]。

## オフィシャルナビゲーター（レースクイーン）
このサーキットの専属レースクイーンである「SUGOレースクイーン」がおり、毎年コンテスト・オーディションが行われてグランプリ、準グランプリが決定し、メンバーが入れ替えられる。コスチュームは、仙台市にある宮城文化服装専門学校の学生によるデザインが2005年（平成17年）から毎年採用されている。2024年からは呼称を「SUGOオフィシャルナビゲーター」に変更している
| 年   | SUGO RACE QUEEN                                                                | 備考                                                         |
| ---- | ------------------------------------------------------------------------------ | ------------------------------------------------------------ |
| 2001 | 多田恵子、小田桐華恵、神農英子、守谷志保、坂本優利                             | [ 27 ]                                                       |
| 2002 | 奥山友紀、細部葉、祐川茜、福沢由希、佐藤敦子                                   | [ 28 ]                                                       |
| 2003 | 小野寺美穂、佐藤葵、田端恵、冨樫幸絵、岩手佳代子                               | [ 29 ]                                                       |
| 2004 | 大熊紋季、千坂香織、平山倫、相馬ふみ、齋藤真里枝                               | [ 30 ]                                                       |
| 2005 | 菊田かおり、杉本知春、遠藤佑希恵、千坂香織、相馬ふみ                           | 千坂香織・相馬ふみは2004年度から継続。                       |
| 2006 | 遠山みのり、栗原美帆、菊地あおい、平林妙子、柏倉綾子、前田智穂子               | [ 32 ]                                                       |
| 2007 | 野中翔、種崎まりえ、天野由加里、芦野由憂、佐久田瑠美                           | [ 33 ]                                                       |
| 2008 | 片見祐子、浅野加奈、内藤淑美、星亜祐美、小野寺みなみ、モスタルディーニ・絵里香 | [ 34 ]                                                       |
| 2009 | 佐藤陽子、河合ひかる、和泉麗、林万理、小野寺みなみ、内藤淑美                   | 小野寺みなみ・内藤淑美は2008年度から継続                     |
| 2010 | 林万理、佐藤陽子、森あみ、千葉陽子、唯、佐藤理緒                               | 佐藤陽子・林万理は2009年度より継続。                         |
| 2011 | 伊良井蛍、熱海景子、千葉萌美、岡田ちほ、唯・森あみ                             | 唯・森あみは2010年度より継続。                               |
| 2012 | 芳田七海、藤本ゆり、加藤志織、中山玲名、熱海景子                               | 熱海景子は2011年度より継続。                                 |
| 2013 | ユリエ、夕陽あや、橋本祐美、山口令奈、武田智恵、加藤志織                       | 加藤志織は2012年度より継続。                                 |
| 2014 | 半澤智穂、上山真里愛、村山美月、末永冬子、ユリエ、山口令奈                     | ユリエ・山口令奈は2013年度より継続。                         |
| 2015 | 遠藤萌、小沼未里、石川阿沙恵、奥山かずさ、半澤智穂、上山真里愛                 | 半澤智穂・上山真里愛は2014年度より継続。                     |
| 2016 | 高木由紀、遠山瑞姫、及川真珠、鈴木ユウ、澤田加奈子、奥山かずさ                 | 奥山かずさは2015年度より継続。                               |
| 2017 | 鈴木佳奈、松山紗希、大友沙弥、高木由紀、遠山瑞姫、及川真珠                     | 高木由紀、遠山瑞姫、及川真珠は2016年度より継続。             |
| 2018 | 千葉陽香、松田みつき、樋口紗耶、みつき、鈴木佳奈、松山紗希                     | 鈴木佳奈、松山紗希は2017年度より継続。                       |
| 2019 | 長坂有紗、大橋恵、落合裕子、曽根彩香、千葉陽香、永峰さや                       | 千葉陽香、永峰さや（樋口紗耶から改名）は2018年度より継続。   |
| 2020 | まりか、木村里佳子、伊藤陽菜、芙夏、長坂有紗、大橋恵、落合裕子、曽根彩香       | 長坂有紗、大橋恵、落合裕子、曽根彩香は2019年度より継続。     |
| 2021 | 金子樹里、伊藤未来、まりか、芙夏、伊藤陽菜、曽根彩香、大橋恵                   | まりか、芙夏、伊藤陽菜、曽根彩香、大橋恵は2020年度より継続。 |
| 2022 | 濱田ほのか、鈴木愛未、朝日まひろ、伊勢育未、陽奈子、金子樹里、伊藤未来         | 金子樹里、伊藤未来は2021年度より継続。                       |
| 2023 | 春霞、柳澤りあな、小山智子、青山水咲、すず、田中渚、伊勢育未                   | 伊勢育未は2022年度より継続。                                 |
| 2024 | 春霞、すず、鈴木ゆめ、柿崎佑奈、笠原英茉、一富あい、佐藤遥                     | 春霞、すずは2023年度より継続。                               |
| 2025 | 永野由依、美澄灯、大山あみ、一富あい、笠原英茉、鈴木ゆめ                       | 一富あい、笠原英茉、鈴木ゆめは2024年度より継続。             |

「SUGOレースクイーン」出身の著名人には、1994年（平成6年）に務めた鈴木史華、2003年（平成15年）に務めた岩手佳代子（宮城県のローカルタレント）や2007年（平成19年）に務めた天野由加里（2010年ZENT sweeties）、2015年（平成27年）・2016年（平成28年）に務め、2018年（平成30年）にスーパー戦隊シリーズ第42作目の『快盗戦隊ルパンレンジャーVS警察戦隊パトレンジャー』で女優デビューした奥山かずさなどがいる。

### SRQ5
2012年（平成24年）の「SUGOレースクイーン」に選ばれた5名によりローカルアイドルユニット「SRQ5」が結成された。同年5月4日からDate fm『AIRJAM Friday』内で始まったコーナー「SUGOサウンドサーキット」に合わせ、同コーナーを担当するSRQ5が「恋のポールtoウィン」でデビューした。同曲はスポーツランドSUGOのCMでBGMとしても使用されている。

## その他
- 1982年（昭和57年）、映画「汚れた英雄」のロケ地として利用され、撮影のための模擬レースを実施している。オープニング映像は旧コースのオンボード映像である。
- 台湾ドラマ『戰神 MARS』のロケ地となった。
- 2012年のSUPER GT第4戦予選で、予選前に馬の背コーナー付近のコース上に穴が空いているのが発見されるトラブルがあったが、石灰で目印をひき予選レースを開始した。
- 1982年にSUGOでのテスト走行中の事故により死去した高井幾次郎の慰霊碑が第1コーナースタンド先の丘の上に、また1986年に同じくテスト走行中の事故により死去した萩原光の慰霊碑がハイポイントコーナーからバックストレートを望む丘に、それぞれ建立されている。萩原光慰霊碑へ行く為の入口周辺は草木が生い茂り、見晴らし台へ登る道の手前の急な山道を下らなければならず、訪れる際には注意が必要である。
- SPコーナー内側の駐車場には旧コースの路面が使われている。最終コーナー側には縁石が残っており、微かだが赤と白の模様が確認できる。
- 1978年に、18歳のアイルトン・セナ(当時は、アイルトン・セナ・ダ・シルバと呼ばれていた)がジャパンカートレースに参戦(成績は４位)。西コース旧レイアウトで走行した記録が残されている。

## アクセス
- 東北自動車道
  - 菅生PAスマートICから約5分
  - 村田ICから約10分
  - 仙台南ICから宮城県道31号仙台村田線経由で約20分。
- ビッグレース開催時は仙台駅より臨時バスが運行される。
  - 2005年（平成17年）3月までは、宮城交通・北仙台バスターミナルからスポーツランド菅生まで直通バスが運行されており、唯一の公共交通機関であった（仙台よりも近い村田営業所や東日本旅客鉄道（JR東日本）東北本線大河原駅からはバスが出ていなかった）。現在はレース開催時に仙台駅とスポーツランド菅生を結ぶ臨時のシャトルバスが宮城交通とミヤコーバスによって運行されている

### 宮城県内のモータースポーツ施設
- 涌谷オフロードパーク（遠田郡涌谷町）
- アトムサーキット（東松島市）
- 仙台ハイランド（仙台市青葉区）※2014年9月15日付で営業終了
- MOTOFIELD MASH!（仙台市青葉区）
- スポーツランドSUGO（柴田郡村田町）
- モータースポーツランド川崎（柴田郡川崎町）